# Влут, Рай
Ра́й Хе́ндрикюс Ма́ртинюс Влу́т (нидерл. Rai Hendrikus Martinus Vloet; род. 8 мая 1995 года в поселении Схейндел, провинция Северный Брабант, Нидерланды) — нидерландский футболист, атакующий полузащитник и нападающий.
Сын нидерландского тренера Вильяна Влута.

## Клубная карьера
Влут — воспитанник клуба ПСВ. В 2013 году он был включён в заявку на сезон, но на протяжении года выступал за молодёжную команду. 16 августа 2014 года в матче против НАК Бреда он дебютировал в Эредивизи, заменив во втором тайме Джорджиньо Вейналдума. 2 октября в поединке Лиги Европы против российского «Динамо» Москва дебютировал за ПСВ на международном уровне.
В начале 2016 года для получения игровой практики Влут на правах аренды перешёл в «Камбюр», дебютировал 31 января в матче против «Херенвена» (0:1).
Летом того же года Влут вновь отправился в аренду, его новой командой стал «Эйндховен». 9 сентября в матче против «МВВ Маастрихт» он дебютировал за новый клуб. 30 сентября в поединке против дублёров «Аякса» забил свой первый гол за «Эйндховен».
Летом 2017 года Влут перешёл в НАК, подписав с клубом контракт на три года. Сумма трансфера составила 100 тыс. евро. 12 августа в матче против «Витесса» он дебютировал за новый клуб. 25 августа в поединке против роттердамской «Спарты» забил свой первый гол за НАК.
В июле 2018 года Влут стал игроком швейцарского «Кьяссо». 15 августа перешёл в итальянский «Фрозиноне». 30 сентября в матче против «Дженоа» он дебютировал в итальянской Серии A. В феврале 2018 года «Фрозиноне» объявил о расторжении контракта с игроком.
4 февраля 2019 года Влут заключил контракт с бельгийским клубом «Сент-Трюйден». 3 апреля в матче плей-офф против «Беерсхота» он дебютировал за новый клуб.
Летом 2018 года Влут вернулся на родину, став игроком «Эксельсиор». 10 августа в матче против дублёров «Утрехта» он дебютировал за новый клуб. 13 сентября в поединке против «Алмере Сити» сделал дубль, забив свои первые голы за «Эксельсиор».
Летом 2020 года Влут перешёл в «Хераклес», дебютировал 13 сентября в матче против «АДО Ден Хааг» (2:0). В этом же поединке забил свой первый гол за клуб. 1 ноября в матче против «Утрехта» он сделал хет-трик.
В начале 2022 года, избегая судебного преследования, Влут перешёл в казахстанскую «Астану». 10 апреля в матче против «Тараза» он дебютировал в чемпионате Казахстана. 22 апреля в поединке против «Каспия» Рай сделал дубль, забив свои первые голы за «Астану».
Летом 2022 года Влут перешёл в российский «Урал». В матче против московского «Торпедо» дебютировал в РПЛ. 14 октября в поединке против «Ростова» Рай забил свой первый гол за «Урал».
26 июня 2024 года контракт с «Уралом» был расторгнут по обоюдному согласию сторон.

## Карьера в сборной
В 2012 году Влут выиграл юношеский чемпионат Европы в Словении. На турнире он сыграл в матчах против команд Бельгии, Польши, Грузии и Германии.

## Достижения
Командные
ПСВ
- Чемпион Нидерландов — 2014/15
- Обладатель Суперкубка Нидерландов (2): 2015, 2016

В сборной
Нидерланды (до 17)
- Юношеский чемпионат Европы — 2012

## Скандалы
14 ноября 2021 года Влут был арестован после того, как попал в автомобильную аварию со смертельным исходом, в результате которой погиб четырёхлетний мальчик. Спустя день его отпустили, но он остался подозреваемым. 10 января 2022 года полиция подтвердила, что Влут был за рулём и во время аварии находился в состоянии алкогольного опьянения.
15 января Влут сыграл за «Хераклес» против НЕК, что вызвало протесты со стороны болельщиков клуба, но спустя неделю он всё же был отстранён своим клубом.
3 апреля 2023 года по делу о смертельном ДТП его приговорили к 2,5 годам тюремного заключения, однако к этому времени футболист уже находился в России.